# 大平山 (島牧村)
大平山（おおびらやま）は、北海道島牧村にある標高1190.6mの山。「太平山」の表記もみられる。

## 概要
地質は大平山の山頂付近に小規模な石炭層が分布する。大平山の山頂北西側には旧大平炭鑛があり、1948年（昭和23年）に後志炭鑛によって採掘計画が立てられていたが雪崩があり中止された。

## 自然
自然環境保全法の規定に基づき大平山自然環境保全地域が指定されている。保全地域の森林は、山の下部から上部にブナ林帯、ダケカンバ林帯、ハイマツ林帯の三帯に区分でき、特にブナ林は日本におけるブナ林の北限に近い。